# Portrait de Doña Antonia Zárate
Le Portrait de Doña Antonia Zárate est un portrait de l'actrice Antonia Zárate peint en 1805 par Francisco de Goya. Il a probablement été produit par Goya dans son atelier, où un inventaire de 1812 le mentionnait déjà. La femme porte une robe de soie noire de style Empire, alors à la mode en Espagne, avec ses bras couverts par des gants longs blancs, ses mains tenant un éventail fermé et une mantille sur la tête et les épaules. La peinture peut aussi avoir été à l'origine du portrait de 1811, effectué par Goya ou son atelier, et conservé au Musée de l'Ermitage à Saint-Pétersbourg.

## Historique de l'œuvre
L'œuvre est restée dans la famille Zárate au moins jusqu'en 1900, lorsqu'elle a été montrée à Madrid et a été déclarée comme propriété de Marie-Adélaïde Gil y Zárate. Elle a été ensuite achetée à Londres par Sir Otto Beit, qui l'a montrée à Russborough House et l'a léguée à son fils Sir Alfred Beit. Elle a été volée de Russborough House deux fois, en 1974 et 1986. Un an après le deuxième vol, elle a été donnée par Beit à la National Gallery of Ireland, bien qu'elle ait été seulement récupérée en 1993,.